# Alfüged
Alfüged (románul Ciugudu de Jos) település Romániában, Fehér megyében. Alsófüged néven is ismert.

## Fekvése
A megye északi részén, a Maros folyó mellett található, Nagyenyedtől 17 km-re északkeletre, Marosújvártól mintegy 4 km-re északnyugatra.

## Története
Székelyek által alapított település, először 1219-ben említik Fulgestue néven.
1296-ban megemlítik Szent István tiszteletére szentelt templomát, amely azonban még a középkorban nyomtalanul elpusztult. Magyar lakosságát idővel románok váltották fel.
1876-tól Torda-Aranyos vármegye Felvinci járásához tartozott. A trianoni békeszerződés óta Románia része.

## Lakossága
1910-ben 585-en lakták a települést, ebből 532 román, 48 cigány és 5 magyar volt.
2002-ben 377 lakosából 304 román, 73 cigány nemzetiségű volt.